# Samsing Corona
La Samsing Corona è una struttura geologica della superficie di Venere.